# Шелике, Вальтраут Фрицевна
Вальтраут «Травка» Фрицевна Шелике (нем. Waltraut Schälike; 20 января 1927, Берлин — 14 мая 2021, Москва) — немецкий, советский и российский историк, марксовед, исследовательница марксизма. Кандидат исторических наук, доцент, с 1949 по 1988 г. сотрудница Киргизского национального университета.

## Биография
Отец, Фриц Шелике, был основателем и руководителем издательства Комммунистического Интернационала Молодёжи (Kommunistische Jugendinternationale), расположенного в Берлине до 1931 года; арестовывался в 1927 году; впоследствии основатель и первый директор партиздата ГДР Dietz-Verlag, Герой Труда. Мать Луиза Шелике (geb. Dörwald) была одним из первых членов Компартии Германии, работала в издательстве Dietz-Verlag главным редактором работ Ленина и о Ленине на немецком языке. От рождения Вальтраут страдала близорукостью.
В 1927 году в трёхмесячном возрасте вместе с родителями приняла участие в первомайской демонстрации в Берлине - это была первая первомайская демонстрация, расстрелянная властями Веймарской Германии. Когда ей было четыре года, семья переехала в Москву («родители — немецкие коммунисты, эмигрировавшие в СССР в связи с захватом власти в Германии фашистами», — спустя годы запишет В. Шелике). С 1931 по 1949 год они проживали в гостинице «Люкс» (в 1941—1943 годах в эвакуации в интернате Коминтерна[уточнить] в Горьковской области). В 1933 году посетила Германию вместе с матерью (по заданию Коминтерна), выехала за сутки до поджога рейхстага.  В 1934 году вместе с матерью посетила Австрию, также по заданию Коминтерна. В феврале 1937 года вместе с родителями была лишена Гитлером немецкого гражданства. С 1934 года Вальтраут училась в немецкой школе им. Карла Либкнехта (оную закроют в 1938 году). В 1930-е годы занималась в школе № 175, где учились многие дети советской номенклатуры. В частности Светлана Сталина, с которой Вальтраут Шелике впоследствии также оказалась в одной студенческой группе истфака Московскго государственного университета.
Живя в гостинице «Люкс», познакомилась со многими ведущими функционерами Коммунистического Интернационала, включая эмигрантов, таких как Эрих Вендт и Фридрих Вольф, дети которых, Миша и Конрад, дружили с Вальтраут. Она пережила и период Большого террора, жертвой которого стали очень многие немецкие изгнанники-коммунисты. Во время Великой Отечественной войны находилась в детском доме Коминтерна.
После окончания школы в 1944 году с золотой медалью, поступила в МГУ на исторический факультет (который и окончит).
Её отец вернулся в Берлин в 1945 году, а мать и братья — ещё год спустя. Вальтраут Шелике осталась в Москве, потому что непременно хотела продолжить учёбу на историческом факультете Московского университета — предполагая, что желаемого образования в Германии не получит. Её исключали из университета и из комсомола за "сомнения в генеральной линии партии, распространение этих сомнений и чтение белогвардейской литературы", но после вмешательства Светланы Сталиной разрешили продолжить учёбу. В комсомоле восстановили, но немного позже[уточнить], не разрешили стать членом КПСС. В ответ же она подала заявку на участие в Комсомольской операции в Киргизской ССР. 
Мой муж и я будем уволены по причине "еще молоко на губах не обсохло, а уже лезут с критикой", окажемся восстановленными только на полставки, на зарплату уборщицы... В те трудные восемь лет полставочничества и безквартирства мне помогал переданный в наследство из отрочества критерий на выживаемость: "На свободе? Все живы? Вот и хорошо. Люди в 37-м и не то выдюжили. Не раскисать!"
Во Фрунзе преподавала историю и начала свои исследования марксизма. В 1959 году получила степень кандидата наук — за диссертацию «Мартовские бои 1919 года в Берлине». С того же года также десять лет проработала в Ошском педагогическом институте. Как отмечается в аннотации к лекции СКФ «Маркс по-кыргызски: памяти В.Ф Шелике» (2021): «В Кыргызстане, где интерес к Марксу даже в советские времена был довольно слаб, более 40 лет жила и работала одна из крупнейших мировых его исследовательниц, которая оставила свой, весьма незаурядный вклад в понимание марксизма».
С 1988 года вновь живёт в Москве, до выхода на пенсию пять лет работала там в качестве зав. литературного отдела в немецкоязычной газете «Neues Leben».
Одна из героинь док. фильма «В тени ГУЛАГа: немцы, рожденные при Сталине» (Германия, 2011; реж. Лоретта Вальц).
Вспоминала, что «в Сталина» — «упорно верила до ХХ съезда, а при голосовании в институте „за“ решения ХХ съезда даже воздержалась, ибо не могла так вот сразу перечеркнуть свои представления об этом человеке».
Полагала, что СССР не был коммунистическим обществом. Также полагала, что коммунизм не может победить в одной или группе стран, когда в мире ещё господствует капитализм.
Автор монографий «Исходные основания материалистического понимания истории (по работам К. Маркса и Ф. Энгельса 1844-46 гг.)» (Бишкек, изд. «ИЛИМ», 1991); «Социальная революция: общее и особенное» (депонирована), книги «Что такое любовь?» (Москва, Изд."Варяг", 1997), книги воспоминаний (1927-46 гг.) «Ich wollte keine Deutsche sein» (Berlin, Dietz Verlag, 2006), а также многочисленных статей.
Публиковалась в газете Известия, журналах «Дружба народов», «Коммунист»[уточнить], «Вопросы истории», «Свободная мысль», Философские науки.
Обращались к её наследию старший научный сотрудник, кандидат философских наук Кондрашов П. Н., д-р экон. наук, профессор Николайчук О. А., кандидат исторических наук, ассоциированный профессор Я. А. Алымкулов.
О её влиянии на свое становление упоминал политолог Марс Сариев. Последняя работа, в соавторстве с сыном Георгием - новая редакция русского перевода "Манифеста Коммунистической партии" К.Маркса и Ф.Энгельса.
Кандидат философских наук доцент Андрей Коряковцев характеризовал Вальтраут Шелике: «Старейший знаток классического марксизма, корифей научного марксоведения… Одна из первых среди советских марксистов обратила внимание на проблему адекватности советских переводов сочинений Маркса».

## Семья
Дважды была замужем; трое сыновей; остались внуки и правнуки.
- Младшие братья — Вольф Шелике (1937 г. р.), впоследствии полковник народной армии ГДР[24], и Рольф (1938 г. р.)[35].
- Супруг Скляр Илья Маркович (5.3.1924, г. Херсон — 16.6.1986, г. Фрунзе, Киргизская ССР)[36], выпускник истфака МГУ.
- Супруг Луканцевер Юрий Лазаревич (31.05.1929, г. Киев - 23.11.1969, г. Ош, Киргизская ССР), выпускник физфака ЛГУ.
  - Сын Шелике Игорь Ильич (23.11.1949, г. Фрунзе, Киргизская ССР). Выпускник физфака МГУ. Его супруга — Карла-Мария[37]. Они в 1984 году открыли первый в Киргизии реабилитационный центр для детей с физическими и умственными отклонениями[4].
  - Сын Шелике Георгий Ильич (27.11.1953, г. Фрунзе, Киргизская ССР). Выпускник химфака МГУ. С 1992 по 2022 год - директор и главный редактор переводческого бюро в Твери. Пенсионер.
  - Сын Луканцевер Сергей Юрьевич (7.11.1954, г. Фрунзе, Киргизская ССР - 7.12. 2014, г. Москва). Выпускник Фрунзенского политехнического института.

## Работы
- Исходные основания материалистического понимания истории : (По работам К. Маркса и Ф. Энгельса 1844—1846 гг.) / В. Ф. Шелике; АН Респ. Кыргызстан, Ин-т философии и права. — Бишкек : Илим, 1991. — 227 [2] с.; ISBN 5-8355-0367-9
- Новая редакция русского перевода "Манифеста Коммунистической партии" К.Маркса и Ф.Энгельса / Шелике В.Ф, Шелике Г.И:, электронная "Библиотека по марксизму", 04.05.2025; https://vk.com/doc41101372_687472712?hash=AnLthTLuSuqHDrobxY4r9WrrNsV9C5tiN02fU8sNyDL&dl=35wMURZTXjejnPdH38jq867SAl7TBVc3DzhWjJDzRhw

## Немецкоязычные издания
- Ich wollte keine Deutsche sein: Berlin-Wedding — Hotel Lux; herausgegeben von Frank Preiß, aus dem Russischen übersetzt von Karl Harms, Frank Preiß, Ruth Stoljarowa, Karl Dietz Verlag: Berlin 2006, ISBN 3-320-02082-X
- Für eine menschliche Gesellschaft! Der Marxismus — Irrlicht oder ganzheitliche Theorie? online (pdf, 327 kB) Архивная копия от 21 декабря 2019 на Wayback Machine